# سونگهی
هیون سونگ هی (کره‌ای: 현승희؛ زادهٔ ۲۵ ژانویه ۱۹۹۶) که بیشتر با نام سونگهی (کره‌ای: 승희؛ انگلیسی: Seunghee) شناخته می‌شود، خواننده و مجری تلویزیونی اهل کره جنوبی است. او یکی از اعضای گروه دخترانهٔ اوه مای گرل است.